# X (만화)
《X》(엑스)는 CLAMP가 창작한 만화와 이를 원작으로 하는 애니메이션이다.

## 개요
만화판은 1992년에부터 가도카와 쇼텐의 만화 잡지 《월간 아스카》에 게재를 시작하였다. 정기적인 연재 중단과 재개를 거쳐 2019년 현재 미완인 상태이다. 라디오 프로그램《밋드☆나이트 아스카 채널》(TBS 라디오 환타지 월드범위) 안에서 만화판의 캐릭터와 스토리를 기본으로 한 라디오 드라마도 제작·방송되었다. 애니메이션판은 1996년에 극장판이 공개. 주제가로 X JAPAN의 《포에버 러브(Forever Love)》가 사용되었다. 이후 TV 시리즈 애니메이션이 2001년 10월부터 WOWOW(논스크란불 방송)에 방송되었다. 만화판, 극장판과 TV 시리즈는 대략의 설정을 공유하지만, 각각이 미묘하게 다른 설정과 스토리를 가지고 전개된다. 이 작품에서는 세기말을 소재로 하고 있는 것부터, 도쿄의 빌딩들이 파괴하거나 등장 인물이 산산히 부서져 죽는 잔혹한 묘사가 많이 등장한다.

### 연재 휴지의 원인
만화 정보 잡지 《파후(ぱふ)》 2004년 7월호의 인터뷰에서 밝힌 연재 중단의 원인은 한신 아와지 대지진이나 고베 아동 연쇄 살인사건 등의의 엽기적인 사건이 발생하는 세태의 분위기속에서 그들이 넣기로 한 엔딩을 넣는 것이 현재 시점에서는 어렵기 때문이라고.
'꼭 완결은 내고 싶다'고 밝혔다. 한편, 출판사 측은 연재를 희망하고 있지만 클램프의 4명이 사회적 파급 등을 고려하고 휴재를 신청하였으며, 출판사가 연재 재개를 요청하고 있다고 한다.

## 등장인물

### 천룡(天龍)
시로우 카무이(司狼神威)
성우 : 스즈무라 켄이치(鈴村健一)
지구의 종말과 운명을 선택해야 하는 숙명을 지고 태어났다. 어머니가 죽고 원래 살던 도쿄로 돌아오지만 모노우가의 남매에게 해가 될까 싶어 모노가와 가까이 지내지 않는다. 처음에는 자신에게 다가오는 천룡들에게 쌀쌀맞게 굴지만, 결국 모노 코토리와 그녀가 사랑하는 것을 지켜주고 싶어서 천룡의 운명을 선택한다. 사랑하는 사람들의 죽음을 보고 견뎌내는 운명. 카무이의 그림자별이 된 모노 후마의 변화가 자기 탓 같아 괴로워한다.
키슈 아라시(鬼咒嵐)
성우 : 유즈키 료카(柚木凉香)
어릴 적 고아였지만 이세신궁의 무녀로 자라서 지구의 종말에 필요한 인물로 키워졌다. 기본적으로 냉정하고 감정을 잘 표현하지 않아서 소라타의 애정에 반응이 썰렁하기만 하다. 전투와 카무이를 지키는 천룡의 사명 이외에는 몹시 서툰 사람. 소라타를 사랑하게 된 이후로 중대한 결정을 내리게 되는데 그 예정된 운명이 큰 파란을 불러일으키게 된다. 손에서 검이 나오는 타입이고 피라미드 모양의 결계를 창조할 수 있다.
아리스가와 소라타(有洙川空汰)
성우 : 마도노 미츠아키(眞殿光昭)
3살 때 부모와 떨어져 고야산에서 고승들 손에 자랐다. 스승의 예지에 따라 카무이의 출현을 깨닫고 도쿄로 올라온다. 정사각형의 결계를 치고 뇌전을 사용할 줄 아는 지구의 종말에 준비된 천룡이다. 장난스러운 모습과 달리 천룡의 임무에 대해선 진지하고 아라시를 몹시 사랑한다. 천룡으로서 카무이를 위해 싸우지만 사랑하는 여자를 위해 목숨을 바치고 죽는다.
카스미 카렌 (夏澄火煉)
성우 : 소우미 요코(澤海陽子)
불을 다룰 줄 아는 능력자로 어릴 적부터 교회에서 자라 십자가형 결계를 사용한다. 능력 때문에 어머니에게 살해당할 뻔한 아픈 기억도 가지고 있다. 자신에게 어떤 사람이냐고 묻지 않고 받아준 화류계 술집 '플라워'에서 호스티스로 일하는 설정. 천룡 중 아오키와 더불어 가장 어른이다. 아오키를 지키고 나머지 어린 천룡들을 지키고자 먼저 죽음에 맞서게 된다. 첫 등장에 속옷 만 입고 나타나서 충격을 주기도 했다.
아오키 세이치로(蒼軌征一狼)
성우 : 모리카와 토시유키(蒼軌征一狼)
바람을 이용하는 풍술사 집안 출신으로 육각형의 결계를 만든다. 히노토 히메의 보디가드 역할을 하는 사이키의 삼촌이기도 하다. X가 연재되던 아스카 잡지사에서 근무하는 걸로 되어 있는 설정. 성실하고 가정적인 인물로 천룡의 사명을 수행하게 되자 가족이 지구 종말의 싸움에 휘말리게 하기 싫어 바로 이혼할 정도로 가족을 위한다. 아내와 딸을 사랑하는 모습을 카렌이 부러워했다.
네코이 유즈리하(猫依讓刃)
성우 : 사쿠마 쿠미(佐久間紅美)
14살로 천룡, 지룡을 통틀어 가장 어리다. 견신 이누키를 데리고 다닌다. 원기둥 모양의 결계를 만들고, 이누키는 언월도 모양의 검으로 변하기도 한다. 어릴 때부터 견신과 짐승을 모시는 미즈미네 신사의 손녀딸로 자랐고, 평범한 사람의 눈에는 보이지 않는 이누키 때문에 거짓말쟁이 취급도 자주 당했다. 이누키를 맨처음 알아본 쿠사나기를 몹시 좋아한다.
스메라기 스바루(皇昴流)
성우 : 스기타 토모카즈(杉田智和)
동경 BABYLON이라는 작품에서부터 사쿠라즈카 세이시로와 이어진 인연이다. 최고 음양사 가문인 스메라기 가의 당주이고 손에는 세이시로가 만든 오망성이 그려서 있어 항상 장갑을 끼고 다닌다. 별모양의 결계를 만든다. 호쿠토와 세이시로와의 악연으로 인해 항상 우울한 타입이지만 카무이가 정신을 잃었을 때는 진심으로 도와준다.

### 지룡(地龍)
모노우 후마(桃生封眞)
성우 : 스와베 쥰이치(諏訪部順一)
모노우가의 장남이고 코토리의 오빠. 동생의 안전을 지켜준 카무이를 위해 무엇이든 하겠다고 맹세한 다정다감한 성격의 남자. 어머니의 죽음으로 충격을 받은 동생과 가족같은 카무이를 무척 아낀다. 도쿄로 돌아온 카무이가 자신들과 가깝게 지내지 않아서 걱정도 하고 친절하게 대해주려고 하지만 카무이는 쉽게 다가오지 않는다. 카무이의 그림자별이 된 이후엔 인격이 완전히 바뀌어 코토리를 죽이고 지룡의 우두머리 역할을 하게 된다.
나타쿠(ナタク)
성우 : 쿠마이 모토코(くまいもとこ)
지룡의 1인으로 명령에 따라 모노가의 도카쿠시 신사에서 후마의 아버지를 공격하고 신검을 뺏어간 당사자이다. 도죠 제약 회장의 손녀딸 '카즈키'와 그녀의 아버지를 합쳐 만들어진 클론이라 남자인지 여자인이 알 수 없는 중성이다. 감정이 거의 메마른 타입이고 대사도 거의 없다. 후마가 도죠제약에서 꺼내간 후 쳔룡과의 전투에서 활약하게 된다. 애니버전에서는 후마에게 부성애를 느낀다.
키가이 유우토(麒飼遊人)
성우 : 후루야 미치아키(古屋道秋)
평범하고 성실하고, 명랑하고 친절하고 매너 좋은 지방 공무원으로 살고 있지만 물을 자유자재로 다루는 지룡이다. 전투할 때는 인정사정 볼 것 없을 정도로 강하다. 몽견인인 카노에와 깊은 사이인 것 같지만 사츠키나 다른 타인들에게도 친절한 타입. 왜 지구를 파괴하는 지룡이 된 것인지는 아무도 잘 모른다. 세이치로나 카스미 카렌, 아리스가와 소라타와도 신사적으로 대결을 약속할 정도로 여유있는 남자.
야토지 사츠키(八頭司颯姬)
성우 : 쿠와시마 호우코(桑島法子)
어릴 때부터 컴퓨터의 사랑을 받는 특이한 여자로 미인이지만 항상 안경을 끼고 있다. 생체 컴퓨터인 BEAST를 모두 애인이라고 부른다. 정보 수집에 탁월한 능력을 보이고 Beast를 이용해서 전투에 참가하거나 전투를 보조하기도 한다. 키카이 유우토에게 모종의 호감을 느낀 듯. 천룡와 전투하던 유토를 도와달라고 부탁하지만 질투에 미친 컴퓨터는 사츠키를 죽인다.
사쿠라즈카 세이시로(櫻塚星史郞)
성우 : 카와노 오토야(かわのをとや)
스바루와 마찬가지로 동경 BABYLON 출신. 암살 집단의 두목이다. 대대로 선대의 사쿠라즈카(어머니)를 죽이고 그 이름을 물려받았다. 어머니는 세이시로의 손에 죽으면서 가장 사랑하는 사람의 손에 죽게 될 것이라 예언한다. 스바루의 쌍둥이 누나 호토쿠를 죽인 인연으로 스바루와 계속 얽히고 천룡들의 결계를 부수는 위험한 전투를 벌이기도 한다. 진정한 악인 타입이라는 평.
시유 쿠사나기(志勇草薙)
성우 : 아이자와 마사키(相澤正輝)
근무 중인 자위대 군인이다. 다른 지룡과는 다르게 자연을 몹시 사랑하고 환경이 파괴되는 것이 안타까워 지룡이 됐다. 강력한 신체의 기를 써서 전투하는 타입. 가장 나이가 많은 연령대에 속하지만 가장 어린 네코이 유즈리하와 연인 관계라 할 수 있다. 많은 사람에게 친절한 쿠사나기는 네코이와의 관계 때문에 지룡으로서의 결심이 흔들린다.
쿠즈키 카쿄(玖月牙曉)
성우 : 우에다 유지(上田祐司)
히노토와 마찬가지로 몽견인의 자질을 갖춘 까닭으로 한번도 봉인된 공간이나 병상을 벗어나지 못한다. 꿈 속에서 만난 음양사 가문의 호쿠토를 만나서 친하게 지내지만, 호쿠토가 죽음을 당할 운명임을 예지한다. 막으러 움직여 보지만 병상의 카쿄에게는 허사. 엄마와 토키코의 죽음을 보고 정신을 놓아버린 코도리의 영혼을 꺼내오고 오빠에게 죽임을 당한 충격을 덜어주게 하려고 노력한다. 지룡이지만 지구가 구원받길 원한다.

### 그 외
모노우 코토리(桃生小鳥)
성우 : 노토 마미코(能登麻美子)
모노우가의 딸이고 후마의 동생이다. 카무이와 어릴 적부터 친구로 지냈다. 신검을 낳고 죽은 어머니 샤아를 지켜본 이후 충격을 받아 몸이 약하다. 자라면서 그 기억을 잊고 지내다가 카무이의 이모인 토키코가 같은 방법으로 죽는 모습을 보고 정신을 놓아버린다. 카무이를 좋아하던 코토리는 쌍둥이별로 각성한 후마에게 죽임을 당하면서도 후마와 카무이를 걱정한다. 몽견인의 자질로 '미래는 정해지지 않았다'란 유언을 남긴다.
히노토(丁)
성우 : 히사카와 아야(久川綾)
국회의사당 지하에서 국운이나 지구의 운명을 점치는 천룡의 몽견인이다. 꿈을 꿔서 미럐를 보고 예견하는데 능력이 소모된 까닭인지 자라지도 않고 시력이나 다른 능력을 상실했다. 어린 얼굴로 어른스럽게 천룡들을 통솔하는 신비한 분위기. 동적인 카무이와는 다른 종류의 불행을 지닌 존재. 세계를 지키고 지구를 바꿔달라고 카무이에게 부탁할 수 밖에 없는 처지를 비관하기도 한다. 타고난 운명때문에 비극적인 결말을 맞게 된다. 보통 히노토 히메라고 불린다.
카노에(庚)
성우 : 코우다 카호(幸田夏穗)
언니 히노토가 몽견인인 까닭으로 언니와 차별받으며 자랐다. 카노에는 꿈으로 미래를 예견할 능력은 없지만 히노토의 꿈을 엿볼 능력은 있다. 도쿄 시청에서 비서로 일하며 시청 지하에서 지룡들을 모으고 활동할 수 있는 여건을 마련해준다. 유우토와 은밀한 관계. 히노토의 능력에 질투하고 있지만 히노토의 고통이나 진정한 바람은 잘 모르고 있다. 한편으로 지룡의 일을 성사시켜 언니를 몽견인의 일에서 해방시키고 싶은 생각도 있다.
모노우 쿄우고 (桃生鏡護)
성우 : 이시이 코지(石井康嗣)
도카쿠시 신사의 주지로서 코토리와 후마의 아버지이다. 지구의 종말 때문에 아내를 비롯한 모든 가족을 희생한 셈이다. 후마가 카무이의 쌍둥이 별이란 사실도 잘 알고 있어서 죽기 전에 전해주려고 하지만 실패한다. 아내가 낳은 신검을 뺏기면서 나타쿠에게 목숨을 잃게 되는 역. 카무이가 어릴 때부터 바라왔기 때문에 카무이, 후마, 코토리를 모두 자식처럼 사랑한다. 사야에게 이 집에 시집와 칼을 낳게 됐다고 하지만 다른 이유가..
모노우 사야(桃生紗鵺)
성우 : 네야 미치코(根谷美智子)
애니에서는 잘 표현되지 않았지만 쿄우고의 아내 사야는 카무이의 어머니, 토오루와 고교 동창으로 토오루를 사랑한 이유로 쿄우고에게 시집오고 토오루가 낳아야할 신검을 대신 낳은 것으로 되어 있다. 코토리는 엄마가 수술을 하다 죽은 걸로 기억하고 있지만 사야가 갈기갈기 찢어지며 신검을 낳는 걸 본 까닭으로 충격을 받아 병약하다. 사야의 죽음은 모노 후마가 카무이로서 각성을 시작한 계기가 되기도 한다.
시로우 토오루(司狼斗織)
성우 : 이노우에 키쿠코(井上喜久子)
카무이의 어머니이다. 대대로 그림자 인형 가문으로 유명한 마가미 가문 출신이다. 카무이의 운명을 알고 있어 사야가 죽은 뒤 모노 가문에 알리지 않고 카무이를 데리고 떠난다. 원래 사야 대신 칼을 낳았어야 했지만 사야의 도움 덕으로 카무이와 좀 더 지내게 된다. 지구의 재앙, 또는 카무이에게 다가올 재앙을 대신 짊어지고 희생된 그림자 인형 역을 했다. 불에 타 죽으면서 카무이에게 도쿄로 떠나라고 한다.
마가미 토키코(真神時鼓)
성우 : 와타나베 미사(渡辺美佐)
마가미 토오루의 동생, 카무이의 이모이나 그림자 인형 가문인 마가미 가문의 특성 탓인지 신분을 잘 노출하지 않았다. 원래 카무이가 다니던 클램프 학원의 양호교사 역을 맡고 있었다. 도쿄로 올라올 카무이를 기다리면서 카렌과 연락하고, 카무이에게 은밀히 연락해온다. 두 번째 신검을 낳고 죽을 때를 대비해서 클램프 학원의 이사장에게 카무이에게 전할 메시지, 신검의 봉인과 카무이의 미래 등을 부탁해 둔다.
사이키 다이스케(砕軌玳透)
성우 : 타니야마 키쇼(谷山紀章)
아오키 세이이치로의 유일한 조카로 역시 같은 풍술사 집안이다. 가족을 사랑하고 바람을 자유자재로 다루는 아오키를 동경한다. 결계를 만들 수 없다는 사실을 알고 실망하기도 하고 기대에 못 미치는 카무이의 행동을 보고 분노하여 덤비기도 한다. 그러나 그의 고민을 알고는 친구가 된다. 다혈질의 성격 만큼이나 히노토 히메를 걱정하는 마음도 강하다. 가장 의미있는 대상인 히노토를 지키기 위해 싸우다 후마에게 죽는 불쌍한 캐릭터.
사쿠라즈카 세츠카 (櫻塚 雪華)
성우 : 추가바람
사쿠라즈카 세이시로의 어머니 . 어린 소녀의 모습을 하였지만 사실 세이시로 이전의 사쿠라즈카 모리이며 계승식때 세이시로에게 죽임을 당한다.
죽기 직전 세이시로가 사랑하는 사람에게 죽임일 당할 것을 암시하였다.

### 타작에도 등장한 일이 있는 인물
스메라기 호쿠토(皇北都)
성우 : 유키노 사츠키(雪乃五月)
스메라기 스바루의 쌍둥이 누나이다. 동경 BABYLON에서 스바루 대신 세이시로에게 죽는다. 세이시로가 자신을 죽인 것과 같은 방법으로 스바루를 죽일 경우 세이시로에게 돌아가도록 술법을 걸었다. 꿈에서 카쿄와 교류해서 카쿄의 유일한 친구역을 하기도 하고, 스바루를 다시 현실 세계로 끌고 오는 역할도 했었다고 한다. OVA편에서는 카쿄를 구해주는 구원자 역을 한다.